# Accetto miracoli
| Recensione       | Giudizio |
| ---------------- | -------- |
| All Music Italia | 8/10     |
| Rockol           | 7/10     |

Accetto miracoli è il settimo album in studio del cantautore italiano Tiziano Ferro, pubblicato il 22 novembre 2019.
L'album è stato realizzato anche in lingua spagnola con il titolo Acepto milagros ed è stato pubblicato il 29 novembre 2019.

## Descrizione
Ottavo album complessivo del cantautore, Accetto miracoli viene pubblicato a tre anni di distanza dall'ultimo album in studio Il mestiere della vita ed è composto da 12 brani.
Il brano In mezzo a questo inverno, terzo estratto, è dedicato alla nonna scomparsa.

### Antefatti
Il 9 dicembre 2018 il cantautore ha rivelato attraverso il suo profilo Instagram che il successivo album di inediti sarebbe stato pubblicato a novembre 2019. L'8 gennaio 2019 ha annunciato la data di pubblicazione, fissata al 22 novembre, mentre il 21 febbraio, in occasione del suo trentanovesimo compleanno, i titoli Accetto miracoli e Acepto milagros per la versione spagnola.
Dal 5 aprile al 15 maggio ha annunciato una per volta le 12 tracce dell'album (l'ultima traccia è il primo singolo); infine il 21 ottobre ha svelato la copertina del disco e la presenza di un duetto con Jovanotti.

## Promozione
In anticipazione all'uscita dell'album, Tiziano Ferro ha pubblicato due singoli: Buona (cattiva) sorte e l'omonimo Accetto miracoli. Per entrambi sono state commercializzate anche le relative versioni in 7", uscite rispettivamente il 31 maggio 2019 e il 18 ottobre 2019. Per il mercato spagnolo, l'artista ha pubblicato Buena (mala) suerte e Acepto milagros, quest'ultimo con la partecipazione vocale di Ana Guerra.
L'album è stato presentato in conferenza stampa ai giornalisti il 20 novembre 2019 presso il Museo del Novecento a Milano. La versione italiana dell'album è stata pubblicata in formato CD e anche in formato LP: in edizione normale a tiratura limitata a duemila copie e in edizione con vinile di colorazione rossa a tiratura limitata a mille copie disponibile solo su Amazon.com. Le edizioni digitali presentano inoltre due bonus track, ovvero le versioni alternative dei brani In mezzo a questo inverno/En mitad del invierno e Accetto miracoli/Acepto milagros incise con il compositore Julio Reyes Copello.
Il 29 novembre è stato estratto come terzo singolo In mezzo a questo inverno, a cui hanno fatto seguito Amici per errore (14 febbraio 2020) e Balla per me con Jovanotti (5 giugno 2020). Il 30 giugno 2020 è stato pubblicato il video di una nuova versione di Accetto miracoli, eseguita in duetto a distanza con Tosca.
Il 6 novembre 2020 l'album è stato ripubblicato all'interno delle edizioni doppio CD e download digitale dell'album di cover Accetto miracoli: l'esperienza degli altri. L'11 dicembre dello stesso anno viene estratto il sesto singolo, Casa a Natale.
Per la promozione dell'album, Tiziano Ferro avrebbe dovuto intraprendere da giugno a luglio 2021 la tournée TZN Tour 2021, composta da quindici date negli stadi italiani. Tale tour era originariamente previsto per l'estate 2020, ma è stato posticipato a causa della pandemia di COVID-19 e successivamente annullato.

## Tracce

### Accetto miracoli
1. Vai ad amarti – 4:07 (Tiziano Ferro)
2. Amici per errore – 2:53 (Tiziano Ferro, Massimiliano Pelan, Francesco Gramegna)
3. Balla per me (con Jovanotti) – 3:25 (Tiziano Ferro)
4. In mezzo a questo inverno – 3:45 (testo: Tiziano Ferro, Fabio De Martino, Francesco Gramegna – musica: Tiziano Ferro, Massimiliano Pelan, Fabio De Martino)
5. Come farebbe un uomo – 3:30 (Tiziano Ferro, Emanuele Dabbono)
6. Seconda pelle – 3:35 (Tiziano Ferro, Giordana Angi)
7. Il destino di chi visse per amare – 4:10 (testo: Tiziano Ferro – musica: Tiziano Ferro, Sergio Ciccarelli)
8. Le 3 parole sono 2 – 3:50 (Tiziano Ferro)
9. Casa a Natale – 4:06 (Tiziano Ferro, Giordana Angi)
10. Un uomo pop – 3:13 (Tiziano Ferro)
11. Buona (cattiva) sorte – 3:14 (Tiziano Ferro, Emanuele Dabbono, Giordana Angi)
12. Accetto miracoli – 3:31 (testo: Tiziano Ferro – musica: Giordana Angi, Antonio Iammarino)

Tracce bonus nell'edizione digitale
1. In mezzo a questo inverno (Reyes Cut) – 3:24 (testo: Tiziano Ferro, Fabio De Martino, Francesco Gramegna – musica: Tiziano Ferro, Massimiliano Pelan, Fabio De Martino)
2. Accetto miracoli (Reyes Cut) – 3:05 (testo: Tiziano Ferro – musica: Giordana Angi, Antonio Iammarino)

### Acepto milagros
1. Ve a quererte – 4:07 (Tiziano Ferro - adattamento spagnolo: Diego Galindo Martínez)
2. Amigos por errores – 2:53 (Tiziano Ferro, Massimiliano Pelan, Francesco Gramegna - adattamento spagnolo: Diego Galindo Martínez)
3. Bailame a mí – 3:25 (Tiziano Ferro - adattamento spagnolo: Diego Galindo Martínez)
4. En mitad del invierno – 3:45 (testo: Tiziano Ferro, Fabio De Martino, Francesco Gramegna - adattamento spagnolo: Diego Galindo Martínez – musica: Tiziano Ferro, Massimiliano Pelan, Fabio De Martino)
5. Come farebbe un uomo – 3:30 (Tiziano Ferro, Emanuele Dabbono)
6. Mi segunda piel – 3:35 (Tiziano Ferro, Giordana Angi - adattamento spagnolo: Diego Galindo Martínez)
7. Il destino di chi visse per amare – 4:10 (testo: Tiziano Ferro – musica: Tiziano Ferro, Sergio Ciccarelli)
8. Le 3 parole sono 2 – 3:50 (Tiziano Ferro)
9. A casa en Navidades – 4:06 (Tiziano Ferro, Giordana Angi - adattamento spagnolo: Diego Galindo Martínez)
10. Un hombre pop – 3:13 (Tiziano Ferro - adattamento spagnolo: Diego Galindo Martínez)
11. Buena (mala) suerte – 3:14 (Tiziano Ferro, Emanuele Dabbono, Giordana Angi - adattamento spagnolo: Diego Galindo Martínez)
12. Acepto milagros (feat. Ana Guerra) – 3:31 (testo: Tiziano Ferro - adattamento spagnolo: Diego Galindo Martínez – musica: Giordana Angi, Antonio Iammarino)

Tracce bonus nell'edizione digitale
1. En mitad del invierno (Reyes Cut) – 3:24 (testo: Tiziano Ferro, Fabio De Martino, Francesco Gramegna - adattamento spagnolo: Diego Galindo Martínez – musica: Tiziano Ferro, Massimiliano Pelan, Fabio De Martino)
2. Acepto milagros (Reyes Cut) – 3:07 (testo: Tiziano Ferro - adattamento spagnolo: Diego Galindo Martínez – musica: Giordana Angi, Antonio Iammarino)

## Formazione
Musicisti
- Tiziano Ferro – voce, arrangiamenti vocali
- Timbaland – tastiera, programmazione
- Angel Lopez – tastiera, programmazione
- Federico Vindver – tastiera, programmazione
- Davide Tagliapietra – chitarra (tracce 2 e 9), ritmiche orchestrali (traccia 4)
- Luca Scarpa – pianoforte (tracce 2, 4, 9 e 12)
- Valeriano Chiaravalle – arrangiamenti orchestrali e direzione d'orchestra (tracce 2, 4, 9 e 12)
- Budapest Scoring Symphonic Orchestra – orchestra (tracce 2, 4, 9 e 12)
- Marco Sonzini – chitarra (traccia 3)

Produzione
- Timbaland – produzione (eccetto tracce 2, 4 e 9)
- Angel Lopez – produzione (eccetto tracce 2, 4 e 9)
- Federico Vindver – produzione (eccetto tracce 2, 4 e 9), registrazione voce (traccia 7)
- Fabrizio Giannini – produzione esecutiva
- David Rodriguez – ingegneria del suono
- Dave Poler – ingegneria del suono
- Pino "Pinaxa" Pischetola – ingegneria del suono, missaggio, registrazione voce (traccia 1)
- Antonio Baglio – mastering
- Marco Sonzini – registrazione voce (tracce 2-6, 8, 10-12)
- Davide Tagliapietra – produzione (tracce 2 e 9), registrazione voce (traccia 9)
- Tiziano Ferro – produzione (traccia 4)
- Patrizio "Pat" Simonini – registrazione voci aggiuntive (traccia 6)

## Classifiche

### Classifiche settimanali
| Classifica (2019/20) | Posizione massima |
| -------------------- | ----------------- |
| Belgio (Vallonia)    | 62                |
| Italia               | 1                 |
| Italia (vinili)      | 1                 |
| Spagna               | 44                |
| Svizzera             | 7                 |

### Classifiche di fine anno
| Classifica (2019) | Posizione |
| ----------------- | --------- |
| Italia            | 9         |
| Classifica (2020) | Posizione |
| Italia            | 7         |